# Chuckwalla
Die Chuckwalla (Sauromalus ater, Syn.: Sauromalus obesus, Sauromalus australis) ist ein 28–43 Zentimeter langer Vertreter aus der Familie der Leguane. Das Gewicht der Einzeltiere beträgt zwischen 0,5 und 1,5 Kilogramm.

## Aussehen
Diese Tiere haben ein braunes bis schwarzes, glattes Schuppenkleid ohne Dornen oder Kämme und einen rundlichen Körperbau. Der Hals ist faltig. Der lange, dicke Schwanz ist blass gelb. An den Vorder- und Hinterbeinen tragen sie lange, kräftige Krallen. Der Schädel ist flach, über den Augen sind kräftige Wülste vorhanden. Die Männchen sind etwas dunkler als die Weibchen und haben ein paar rote oder gelbe Stellen auf der Körperoberseite. Die Weibchen und Jungtiere haben dicke dunkle Querstreifen auf dem Körper. In den Hautfalten an den Körperseiten befinden sich Lymphdrüsen, in denen sie Feuchtigkeit speichern können.

## Lebensraum

Verbreitungskarte der Chuckwalla

Sie kommt in den Wüsten der US-Bundesstaaten Nevada, Utah, Arizona, Kalifornien und Nordmexiko vor. Sie bevorzugt felsiges Terrain oder Schluchten.

## Lebensweise

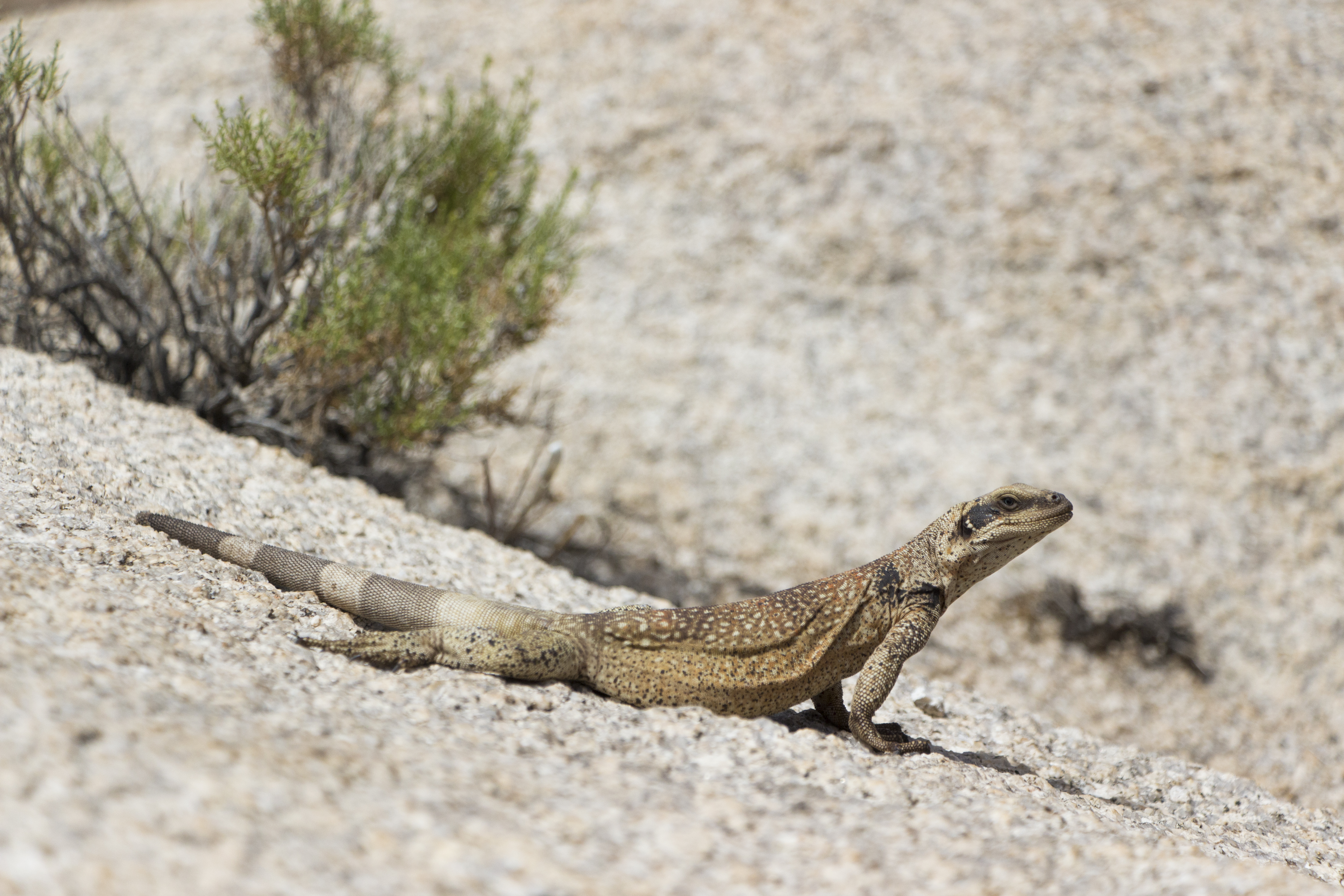
Eine Chuckwalla in ihrem natürlichen wüstenhaften Lebensraum

Sie sind nur am Tag aktiv, meiden aber die große Hitze und verkriechen sich bei Anbruch der Nacht in Felsspalten. Die Chuckwalla ernährt sich ausschließlich von Blättern, Blütenknospen von Sukkulenten. Wenn sie sich bedroht fühlen, flüchten sie in enge Felsspalten und pumpen ihren Körper auf, indem sie Luft schlucken. So kann sie ein Fressfeind nur schwer wieder hervorholen.

## Fortpflanzung
Das Weibchen legt seine 2,3 Zentimeter langen mit einer harten Lederhülle geschützten Eier in den sandigen Boden unter Steinen ab. Die Eier brauchen einen konstante Bruttemperatur von 32 °C. Es wird nur alle 2 Jahre ein Gelege, das 5–16 Eier umfasst, abgelegt. Nach etwa 50 Tagen schlüpfen die Jungen. Beim Schlupf beträgt die Körperlänge der Jungtiere 7,5 Zentimeter.

## Gefährdung und Schutzmaßnahmen
Da für diese Art keinerlei Gefährdungen bekannt sind und sie auch in Schutzgebieten vorkommt, wird sie von der IUCN als (Least Concern) ungefährdet gelistet.